# 霍內爾
霍内尔（Hornell）是美国纽约州斯托本县的一座城市，2010年人口普查时人口为8,563人。 这个城市以早期定居者Hornell家族命名。
霍内尔市四周环绕着霍内尔斯维尔镇（Town of Hornellsville）。 霍内尔距离罗切斯特以南约55英里（89公里），靠近斯托本县西部边缘。
大枫树曾经遍布整个城镇，覆盖了Canisteo山谷周围的山丘，霍内尔被称为“枫城”。